# Turn: Washington's Spies
Turn: Washington's Spies, precedentemente nota come Turn, è una serie televisiva statunitense ideata da Craig Silverstein e trasmessa dal 6 aprile 2014 su AMC. Di genere period drama, la serie è basata sul libro Washington's Spies: The Story of America's First Spy Ring del 2007 scritto dallo storico Alexander Rose e tratta delle vicende del Culper Ring durante la guerra d'indipendenza americana.
Il 23 giugno 2014 è stato rinnovata per una seconda stagione. Il 15 luglio 2015 viene rinnovata anche per la terza stagione. Il 26 luglio 2016 la serie viene rinnovata per una quarta ed ultima stagione, in onda dal 17 giugno 2017 con un doppio episodio.

## Trama
Tra il 1776 e il 1777, un contadino del Setauket, nella Contea di Suffolk, e i suoi amici d'infanzia formano un gruppo di spionaggio, chiamato il Culper Ring, che arriverà ad avere un ruolo importante durante la guerra d'indipendenza americana, dopo le vittorie britanniche a Long Island, Staten Island e New York.

## Personaggi e interpreti

### Personaggi principali
- Abraham Woodhull (stagioni 1-4), interpretato da Jamie Bell.
- Maggiore Benjamin Tallmadge (stagioni 1-4), interpretato da Seth Numrich.
- Tenente Caleb Brewster (stagioni 1-4), interpretato da Daniel Henshall.
- Anna Strong (stagioni 1-4), interpretata da Heather Lind.
- Mary Woodhull (stagioni 1-4), interpretata da Meegan Warner.
- Giudice Richard Woodhull (stagioni 1-4), interpretato da Kevin R. McNally.
- Maggiore Edmund Hewlett (stagioni 1-4), interpretato da Burn Gorman.
- Maggiore Robert Rogers (stagioni 1-3, special guest 4), interpretato da Angus Macfadyen.
- Capitano John Graves Simcoe (stagioni 1-4), interpretato da Samuel Roukin.
- Maggiore John André (stagioni 1-3), interpretato da JJ Feild.
- Generale George Washington (stagione 1 ricorrente, stagioni 2-4), interpretato da Ian Kahn.
- Generale Benedict Arnold (stagioni 2-4), interpretato da Owain Yeoman.
- Peggy Shippen (stagioni 2-4), interpretata da Ksenia Solo.
- Robert Townsend (stagione 2 ricorrente, stagioni 3-4), interpretato da Nick Westrate.

### Personaggi ricorrenti
- Nathaniel Sackett (stagioni 1-2), interpretato da Stephen Root.
- Abigail (stagioni 1-4), interpretata da Idara Victor.
- Jordan/Akinbode (stagioni 1-2, 4), interpretato da Aldis Hodge.
- Rachel Clark (stagioni 1-2), interpretata da Taylor Roberts.
- Cicero (stagioni 1-4), interpretato da Darren Alford.
- Generale Charles Lee (stagioni 1-2), interpretato da Brian T. Finney.
- John Robeson (stagioni 1-3), interpretato da Jamie Harris.
- Colonnello Joseph Reed (stagioni 1-2), interpretato da Alex Miller.
- Tenente Appleton (stagioni 1-4), interpretato da Mark Halpern.
- John Carter (stagioni 1-4), interpretato da Andrew McKeough.
- Tenente Appleton (stagioni 1-4), interpretato da Mark Halpern.
- Amos (stagioni 1-4), interpretato da Edward Akrout.
- Generale Charles Scott (stagione 1), interpretato da Michael Gaston.
- Philomena Cheer (stagioni 1, 3-4), interpretata da Amy Gumenick.
- Walter Havens (stagioni 1, 4), interpretato da David Furr.
- Selah Strong (stagioni 1, 4), interpretato da Robert Beitzel.
- Ensign Baker (stagione 1), interpretato da Thomas Keegan.
- Ufficiale Yates (stagione 2), interpretato da Stuart Greer.
- Samuel Townsend (stagioni 2-3), interpretato da John Billingsley.
- Marchese di Lafayette (stagioni 2-4), interpretato da Brian Wiles.
- Freddy Morgan (stagioni 2-4), interpretato da Josh Price.
- James Rivington (stagioni 3-4), interpretato da John Carroll Lynch.
- Colonnello Jonathan Cooke (stagioni 3-4), interpretato da Jonny Coyne.
- Alexander Hamilton (stagioni 3-4), interpretato da Sean Haggerty.
- Amos Parker (stagione 4), interpretato da Edward Akrout.
- Hercules Mulligan (stagione 4), interpretato da Kelly AuCoin.
- John Champe (stagione 4), interpretato da Chris Webster.

## Episodi
| Stagione         | Episodi | Prima TV USA | Prima TV Italia |
| ---------------- | ------- | ------------ | --------------- |
| Prima stagione   | 10      | 2014         | inedita         |
| Seconda stagione | 10      | 2015         | inedita         |
| Terza stagione   | 10      | 2016         | inedita         |
| Quarta stagione  | 10      | 2017         | inedita         |